# Monumento al Día de la Liberación
El Monumento al Día de la Liberación (en inglés: Liberation Day Monument) es un monumento en la ciudad de Acra, la capital del país africano de Ghana. Se construyó en honor a varios veteranos locales de la campaña de Birmania, durante la Segunda Guerra Mundial, en la que lucharon por el Imperio Británico. Después de regresar a Ghana, algunos protestaron pacíficamente y estaban en camino hacia el Castillo Christiansborg, sede del gobierno, cuando fueron asesinados a tiros, el monumento recuerda este hecho.